# Médaille de Memel
Pour les articles homonymes, voir Memel (homonymie).
La médaille de Memel (en allemand, Die Medaille zur Erinnerung an die Heimkehr des Memellandes 22. März 1939) est une décoration militaire du Troisième Reich, créée en 1939, pour commémorer l'annexion du territoire de Memel le 22 mars 1939.

## Historique
L'Allemagne annexa le territoire de Memel (Memelland) en Lituanie le 22 mars 1939. Cette zone de l'est de la Prusse, avec ses 160 000 habitants, était gérée par l'État lituanien depuis la fin de la Première Guerre mondiale, après la convention de Memel en 1924.
Le 20 mars 1939, Adolf Hitler demanda que le territoire soit rendu à l'Allemagne. Le gouvernement lituanien accepta.
Le 23 mars, une occupation pacifique de la ville et du territoire était engagée par les troupes allemandes, fraîchement débarquées par bateau.

## Description
La médaille est en bronze et correspond au modèle d'autres médailles commémoratives décernées par le Troisième Reich dans l'entre-deux-guerres (médaille de l'Anschluss). Au verso, une couronne de feuilles de chêne entoure les mots « zur Erinnerung an die Heimkehr des Memellandes 22. März 1939 »
Elle était portée à gauche sur la poitrine, suspendue à un ruban blanc avec une rayure verte au centre et deux rayures rouges sur les côtés, couleurs historiques de Lituanie.

## Récipiendaires
La médaille fut créée le 1er mai 1939 pour récompenser les militaires, politiciens et le personnel civil ayant participé à l'annexion du territoire. Il fut décerné 31 322 médailles.